# 欧盟法律
欧盟法律（英語：European Union law）是与欧盟各成员国国内法律平行执行的独立法律系统，是在欧盟成员国范围内运作的规则体系。欧盟法律在欧盟各成员国的法律系统有直接效力，在很多领域高于国内法，特别是单一市场所涵盖的领域（经济政策和社会政策方面）。根据欧洲法院的确认，欧盟不是一个联邦政府而是构成国际法中一个全新法律秩序的联合体。欧盟法律有时候被归类为超国家法，目前在27个成员国中大约有5亿欧盟公民受欧盟法律支配，这使其称为世界上适用最广泛的现代法律系统之一。
就像欧盟本身一样，欧盟法律也可以分为三大支柱。第一支柱是欧洲各共同体，涵盖欧盟制定的大部分法律，欧洲法院具有最高权威。欧盟同时还根据第二支柱-对外政策和第三大支柱，此时欧洲法院的权威被削减并不适用直接效力。欧盟委员会负责立法，欧盟理事会代表成员国政府，欧洲议会由欧洲公民选举产生，欧洲法院是维护法治和人权的保障。
正如欧洲法院所言，欧盟“不仅仅是一个经济联盟”，而是旨在“确保社会进步，谋求不断改善其人民的生活和工作条件”的组织。欧盟类似于联邦制国家，法律制度是为了保证各成员国的政治成果，因为政治制度具有分散性。欧盟制定的决议，各成员国必须绝对执行。相比而言，各成员国国内的决议制定和执行通常由各成员国自己进行。欧盟以“促进其人民的和平、价值和福祉”为宗旨。欧盟的政治机构、社会和经济政策有以超越民族国家、以合作和人类发展为目的。根据其法院的规定，欧盟代表“国际法的新法律秩序”。欧盟的法律基础是欧洲联盟条约和欧洲联盟运作条约，这两项条约得到了28个成员国政府的一致同意。新成员国如果同意遵照执行欧盟组织的规则，可以申请加入欧盟；现有成员国也可以根据“自己的宪法要求”退出欧盟。人们有权通过欧洲议会及其国家政府参与欧盟的立法。

## 历史和发展
欧共体法律的发展很大程度上是由欧洲法院（ECJ）制定确立的。在1963年范·根德·鲁斯（Van Gend en Loos）这一具有里程碑意义的案件中，欧洲法院通过各成员国在罗马条约中所表达的意愿，裁定：
|  | 欧共体构成了国际法中一个全新的法律秩序，因为受益于此，成员国已经限制了他们的主权，尽管这种限制是有限的。 |

欧共体法律和欧盟法律的区别在于这种区别是基于欧盟的条约框架。欧共体法律构成了欧盟法律的三大支柱之一，关注于单一市场的社会和经济基础。由马斯特里赫特条约产生的第二支柱和第三支柱则涉及共同安全防务政策和内部安全。根据第二大支柱和第三大支柱所做的决议目前不采取投票多数决定制。马斯特里赫特条约产生的司法和内政支柱是第三支柱。其后，阿姆斯特丹条约规定将非法移民、签证、难民和司法合作领域的事务转交给欧共体（第一支柱）管理。目前警察和刑事司法合作算作是第三支柱，而司法和内政同时也被认为是第三支柱属于移交给欧共体的范围。
在欧盟法律的发展过程中有几大原理比较突出，其中有补完性原理、比例性原理、授权原理、法律确定原理和预防原理。学者如凯瑟琳·巴兰德认为：欧盟内部市场的商品、服务、资本和劳动力的自由流通这四个自由构成了欧盟的实体法。

### 刑法
2006年的欧盟船只在科特迪瓦海岸倾泻有毒废弃物事件促使欧洲委员会开始研究对有毒废弃物的立法。环境问题专员斯达布罗斯·迪马斯明确说明：此类高度有毒废弃物不能留在欧盟。而在有些国家如西班牙甚至还没有处罚运输有毒废弃物的罪名。司法、自由和安全事务专员弗兰克·弗拉蒂尼建议迪马斯对环境犯罪设立一个刑事罪名。关于欧洲委员会设立新的刑事罪名的权力，2005年的时候欧洲法院对此进行了辩论，欧洲委员会取得了胜利。这一裁决为欧洲委员会确定了一个先例，即在超国家的基础上欧洲委员会可以在刑法方面立法，即使在以前的条约里没有规定说明。虽然到目前为之，唯一的另一个应用是知识产权指令。欧洲议会曾有过动议认为立法的基础是刑法不能超出欧盟的权限，但是在投票的时候被否决。
但是在2007年10月份的时候，欧洲法院裁定欧洲委员会不能建议采取什么样的刑事制裁，除了某些必须采取的制裁。

### 条约
主要的法律法规或条约是欧盟基本法律的有效部分，是根据所有欧盟成员国政府的一致决议而产生。这些法律法规或条约规定了联盟的基本政策，确定了联盟的机构结构、立法程序和权力。构成主要法律法规的条约包括： 
| - 欧洲煤钢共同体成立条约（1951年巴黎条约） - 欧洲经济共同体成立条约（1957年罗马条约） - 欧洲原子能共同体成立条约（1957年罗马条约） - 合并条约（1965年） - 英国、爱尔兰、丹麦入盟条约（1972年） - 1970年预算条约 - 1975年预算条约 - 希腊入盟条约（1979年） | - 西班牙・葡萄牙入盟条约（1985年） - 单一欧洲法案（1986年） - 欧洲联盟条约（1992年） - 奥地利、瑞典、芬兰入盟条约（1994年） - 阿姆斯特丹条约（1997年） - 尼斯条约（2001年） - 2003年入盟条约（2003年） - 2005年入盟条约（2005年） - 里斯本条约（2009年） |

这些条约附属的附录和议定书同样也被认识是主要法律法规的源泉之一。其中欧洲联盟条约（简称TEU）与欧洲联盟运行条约（简称TFEU, Treaty on the Functioning of the European Union）是两个核心条约。2004年欧盟成员国国家元首和政府首脑签订了欧盟宪法条约，但是由于法国和荷兰的全民公投没有通过，欧盟决定改革结构以2009年的里斯本条约代替欧盟宪法条约，并得到全部27个欧盟成员国的批准。因此欧盟宪法框架主要由欧盟条约和欧盟运作条约的统一版本构成。

## 立法流程
欧盟法律在经过若干程序后由欧盟机构批准通过。欧洲委员会几乎在所有的方面（执行部门）专有立法创制权。通常由欧洲委员会向欧盟理事会和欧洲议会提交立法草案以便获得修正和批准。前者（欧盟理事会）由各成员国部长组成，后者由直接选举的政治家组成。 欧盟有四大主要立法程序，四大立法程序之间的主要差异在于欧洲议会怎样和欧盟理事会相互作用。四大程序为共同决定程序、同意程序、合作程序和咨询程序。

### 机构法令
欧洲议会、欧洲委员会和欧盟理事会根据条约被授权对欧盟范围内的所有事项进行立法。次级法包括规定（歐洲聯盟規章），指令，决议，建议和意见。次级法规还包括机构间的协议，它是欧盟各机构之间明确各自的权力而所作的协议，特别是在预算事务方面。欧洲议会，欧洲委员会和部长理事会都可以缔结这样的协议。
第一，第二和第三支柱的立法行为分类各有不同。第一支柱时，次级法的分类取决于对应何方，以及如何得到执行。规定和指令约束每一个人，而决议只影响它所强调的一方（可以为个人、公司、或成员国）。规定具有直接效力，也就是说，它具有约束力同时自身也是国家法律的一部分，而指令需要由国家立法机构执行才能有效。但是，成员国不履行或拒绝执行指令作为国家法的一部分会受到欧洲法院的处罚。
指令和规定可以由一个最高协调条款和最低协调条款的混合体组成，可以不管是在本国还是在所在国的基础上执行。所有欧盟的法律法规必须基于具体的条约条款，对应的条款是法律法规的“法律基础”。欧盟宪法将整理汇编欧盟法律，次级法被明确为6类：欧盟法律和欧盟框架内的法律、决议、规定、建议、意见。

### 欧洲法院
欧洲法院(ECJ)在很多具体事务上具有条约赋予的管辖权。在罗马条约第220条中，欧共体授权欧洲法院确保法律的遵守“依据本条约的解释和应用”，这一规定已被欧洲法院运用以扩展其权力，但另有明文授予的权力除外。马斯特里赫特条约之后，欧洲法院被授权对违反规定的成员国进行罚款。欧洲法院在塑造欧盟法律上起了很大作用，其方法就是通常所说的有目的性。欧洲法院的判例与各成员国法院的判例一起确立和定义了欧盟法律的若干原则，这些原则对欧盟机构和成员国具有约束力，若干原则具体包括：直接效力、欧盟法律在成员国法律之上的至高效力和国家赔偿责任。
根据条约，欧洲法院由一名分别来自各成员国的法官组成，截止2007年欧洲法院共有27名法官。法官的任命由“各成员国政府协商一致”。法官的任期为六年（可连任），另外法院还有8名护法顾问协助。法院案件审理通常由3名或5名法官出席，但有些案件只有1名法官出庭，而另一些特别重要的案件需13名法官或全体法官组成大法庭出庭。
初审法院根据1988年的单一欧洲法案而成立，一开始只是作为欧洲法院的附属机构。尼斯条约之后，初审法院被给予更大的独立性和管辖范围，管辖范围包括自然人或者法人对欧共体机构的作为（或不作为）直接提起的诉讼、成员国对欧洲委员会的诉讼、以及欧共体范围内商标注册相关的诉讼。
对初审法院的判决不服可以依法上诉至欧洲法院。为了减轻欧洲法院和初审法院的负担，尼斯条约（第225a条）在某些地区引入了“司法陪审团”制度，对司法陪审团的决定不服可以向初审法院上诉。

## 欧盟法律原则

### 至高效力
欧洲法院已经多次裁决欧共体法优先于国内法。当欧共体法律和成员国的法律发生冲突时，欧共体法律优先，成员国的法律不再适用。这一原则就是所谓的欧盟法律至高效力原则，此原则在欧洲法院判决科斯塔诉意大利国家电力公司（ENEL）一案中开始为众人所知。科斯塔先生是意大利公民，他反对国有化意大利能源公司-意大利电力公司，因为他拥有这家公司的股份。作为抗议，他拒绝支付电费并认为国有化扭曲了市场违反了欧共体法律。意大利政府认为这不是某一个人可以投诉的问题，因为它是国家法律做出的决议。欧洲法院裁定支持政府，因为关于扭曲市场的相关条约规定，只有欧洲委员会可以单独质询意大利政府。作为个人，科斯塔先生不具备资格质疑决定，因为该条约规定没有任何直接的效力。但是在逻辑上关于科斯塔先生在成员国所在法院根据法律程序以欧共体法律反对国家政府的资格问题，欧洲法院不同意意大利政府。欧盟法院裁定，如果科斯塔先生不是根据国家法涉嫌和欧共体法律不一致而质疑国内法的话，欧共体法律不生效。
从所有这些情况可以看出欧盟法律起源于作为法律独立来源的条约，不能被国内法条款所超越，因为欧盟法律具有特殊性和原始性。但是作为安排制定的法律，作为社会法，欧盟法律的特性没有被去除，同时没有社会本身受到质疑的法律基础。
然而，尽管欧共体法优先于成员国法的观点被大家所接受，但当发生法律矛盾时，并非所有的成员国都同意欧盟机构关于为什么欧盟法律优先于国家法的分析。
许多国家的最高法院明确说明在欧共体法律尊重成员国的基本宪法原则前提下欧共体法律优先。终身判决为成员国（准确的说成员国法院），而不是欧盟机构自身。这反映了成员国仍然具有“条约的主人”和欧盟法律效力基础的观点。在其他情况下，若干成员国将欧共体法律的优先性写入了宪法。例如，爱尔兰宪法就包含了这样的条款：
|  | 任何宪法条款不能使国家为履行作为欧盟或欧共体成员国义务而制定执行的法律或采取的措施无效。 |

但是不同的立场仍然具有纯粹的学术重要性。截止目前，没有任何成员国的法院通过任何其他的手段向欧洲法院谈到这个问题以质疑欧盟任何法律行为的有效性。德国立法机构甚至接受了塔尼阿·克琳案中欧洲法院的判决，该案判决裁定德国宪法禁止妇女在军队中自愿服役的规定作废。因此德国宪法相应的被做修改，允许妇女担任军队中的任何职务。

### 直接效力
与各成员国自身的法律系统相比，欧盟法律涵盖范围很广。条约和欧盟规定的条款都具有平行的“直接效力”。这就是说公民个人可以根据赋予他们的权利（为他们产生的义务）起诉对方。例如：空中小姐可以起诉她的雇主航空公司性别歧视。其他的欧洲主要法律文件即指令也有直接效力，但只是“垂直效力”。公民个人不能根据欧盟指令起诉对方，因为这些已经在成员国得到说明。指令允许成员国在将指令转化（或转变）成国家法律时有某些选择-通常可以通过一个或多个立法行为完成，如英国就通过法案或法定文书。公民个人只能“垂直”起诉政府没有适当履行某个指令，例如产品责任指令，该指令规定企业对损害消费者的有危险和缺陷产品须承担责任。

## 基本权利

### 四大自由
欧盟经济和社会政策的核心总结起来为四大自由：
1. 货物自由流通
2. 人员自由流动
3. 建立和提供服务的自由
4. 资本自由流动

#### 货物自由流通
欧共体条约的第一篇是有关于商品的流动条款。在两次世界大战之间期间，世界各国政府曾经积极采取国家贸易保护主义政策，从而导致了大萧条。关税和海关进口税，有时候还有货物出口税的出现被广泛认为导致了贸易下滑并阻碍了经济的增长。从亚当.斯密和大卫.李嘉图开始，经济学家长期认为国民的财富只能通过长期减少国际贸易的成本或消除国际贸易壁垒才能得到增加。罗马条约的目的就是要消除所有此类贸易壁垒。根据罗马条约第28条：
|  | 禁止成员国之间限制进口数量以及采取任何具有相同影响的措施。 |

罗马条约第29条对进口做出了和28条一样的规定。首先要注意的是此禁止只简单限于欧共体各成员国之间。其中一个机构的主要职责是管理第三方的贸易政策-其他国家如美国或中国。例如：有争议的“农业共同政策”是根据罗马条约第二篇第三十四条第一项，授权欧洲共同组织对“国内市场组织强制协调”。其次要注意的是第30条列出了不在商品自由流动范围之内被禁止的特例。
第28条和第29条规定涉及公共道德、公共政策或公共安全；人员和动植物的健康和安全保护；具有艺术、历史或考古价值的国家财富保护；或者工商业产权保护的进口、出口或过境物品，在禁止或限制之内。但是，此类禁止或限制不得成为成员国之间贸易的任意歧视或变相限制手段。
但是当贸易壁垒被完全废除时，公共道德、公共政策、公共安全、公共健康、文化或工商业产权可能会受到威胁，因此成员国政府仍然认为保留一定程度的贸易壁垒是正当的。最近一个例子就是当英国爆发的疯牛病危机期间，法国设置了壁垒限制英国牛肉进口。

## 社会宪章
欧盟社会宪章专指马斯特里赫特条约中的一部分，条约涉及《罗马条约》第141款关于男女平等和《工作时间指令》关于工作时间的规定。最近一个反对歧视的立法是《指令2006/54/EC》关于坚持工作和就业男女机会和待遇平等原则。
由于英国约翰·梅杰政府多数成员从根本上反对欧盟的权限扩展到社会领域，英国采取了从社会宪章中选择性退出的政策，但内阁对此争议重重，以致面临分裂的危险。1997年英国大选后，新首相托尼·布莱尔上台，立刻放弃了该政策。
著名的相关案例和解释有：
- Defrenne 诉 Sabena（第2）
- Foster 诉 British Gas plc.
- 根据《罗马条约》141款关于男女之间间接歧视“客观理由”的解释

## 竞争法
由于《罗马条约》的目标是为了产生一个共同的市场，同时《單一歐洲法案》的目标是为了产生一个内部市场，确保政府的努力不会因为企业滥用市场力量而扭曲非常关键。因此，根据条约规定确保自由竞争优先，而不是由卡特尔和垄断企业分享市场和操纵价格。《欧盟竞争法》受美国《反托拉斯法》的启发，和美国《反托拉斯法》大致类似。

## 企业通谋和同业联盟
根据《罗马条约》（欧共体条约TEC）第81条第1款规定，禁止一切可能影响成员国之间贸易，以阻止、限制或扭曲共同市场内的竞争为目的或产生此结果的协议、决定或协同一致的行动。企业之间的所有协议，由企业和协会的一致决定的做法。根据第81条第2款和第81条第3款，统称为“企业通谋”的协议、决定或协同一致的行动被视为自动无效。但是，具有经济效益的企业通谋除外。

### 公共部门管理
公共部门行业或者从事提供公共服务的行业在涉及竞争法的若干方面和私人公司相同。但根据欧共体法律（罗马条约），为保障公共部门的服务，第86款和第87款制定了例外条款。若干行业如铁路、电信、电力、供气、供水和媒体都拥有各自专门的行业管理部门。这些政府机构被授权管理以确保私人运营商以社会福利为目标履行一定的公共服务职责。